# 1874 Kacivelia
1874 Kacivelia је астероид главног астероидног појаса са средњом удаљеношћу од Сунца која износи 3,153 астрономских јединица (АЈ).
Апсолутна магнитуда астероида је 11,0.